# Herla
Herla o el Rey Herla (inglés antiguo: * Her (e) la Cyning) es un líder legendario de la mítica Cacería salvaje germánica y el nombre del que puede haberse derivado el término francés antiguo Herlequin. Herla a menudo ha sido identificado como Woden y en los escritos del escritor del siglo XII Walter Map, se lo retrata como un legendario rey de los bretones que se convirtió en el líder de la Cacería Salvaje después de una visita al Otro Mundo, solo para regresar unos trescientos años después, después del asentamiento anglosajón de Gran Bretaña.
El cuento de Map se presenta en dos versiones en su De nugis curialium. El primer relato y más extenso, que se encuentra en la sección 1.12, proporciona muchos más detalles; narra el encuentro de Herla con un ser de otro mundo, su viaje a la tierra natal de este último, su transformación en el líder de la Caza después de su regreso al reino humano y, finalmente, la desaparición de Herla y su banda durante el primer año de la Caza durante el reinado de Enrique II de Inglaterra (una sinopsis de esta versión más larga aparece a continuación). El segundo relato, que se encuentra en la sección 4.13, incluye solo el final de la versión anterior. Herla no se menciona en el segundo relato por su nombre; en cambio, Map se refiere a todo el anfitrión como "la tropa de Herlethingus" (familia Herlethingi).

## Orígenes y etimología
El Rey Herla es una modernización de una forma del inglés antiguo reconstruida como *Her (e) la Cyning, una figura que generalmente se dice que es Woden en su apariencia de líder de la caza salvaje germánica y, por lo tanto, el nombre se cree que está relacionado con el Arlequín francés (forma variante de Herlequin, Hellequin), el líder de la cacería salvaje en la antigua tradición francesa. La misma figura en el paganismo germánico fue descrita primero por Tácito en términos de los Harii que luchaban de noche tomando la apariencia de un ejército de fantasmas. La tribu germánica posterior del Heruli también está relacionada con Herla.
Además, el rey Herla posiblemente esté relacionado con el Erlking alemán (más conocido por la balada Erlkönig de Goethe).

## Sinopsis de la historia de Walter Map
Herla, un rey de los británicos, se encuentra con un rey enano sin nombre con una gran barba roja y pezuñas de cabra, que está montado en una cabra. Hacen un pacto: si este última asiste a la boda de Herla, Herla le corresponderá exactamente un año después.
El día de la boda de Herla, el rey enano asiste con una gran multitud, trayendo regalos y provisiones. Los seguidores del rey enano atienden a los invitados a la boda con tanta eficacia que los propios preparativos de Herla quedan intactos. El rey de otro mundo le recuerda a Herla su promesa y se marcha.
Un año después, el rey enano envía a buscar a Herla, quien convoca a sus compañeros y selecciona los regalos para llevar a la boda del rey enano. El grupo entra por una abertura en un acantilado alto, atraviesa la oscuridad y luego entra en un reino aparentemente iluminado por lámparas.
Después de que termina la ceremonia de la boda, que dura tres días en el reino del rey enano, Herla se prepara para partir. El enano le da animales de caza y otros regalos; en particular, le presenta a Herla un pequeño sabueso, advirtiéndole que ningún hombre debe desmontar de su caballo antes de que el perro salte.
Después de que Herla y su banda regresan al reino humano, se encuentran con un pastor anciano, a quien Herla le pide noticias sobre su reina. El anciano, asombrado, responde: "Apenas puedo entender tu discurso, porque yo soy sajón y tú eres británico". El anciano pastor describió una leyenda de una reina muy antigua de los británicos que lleva el nombre mencionado, la esposa del rey Herla, que había desaparecido con un rey enano en ese mismo acantilado y nunca más se la volvió a ver. El pastor también agregó que actualmente los sajones habían estado en posesión del reino durante los últimos doscientos años y habían expulsado a los británicos nativos.
Herla, que pensó que había estado ausente solo tres días, está tan sorprendido que apenas pudo mantenerse en la silla. Algunos de sus hombres saltan de sus caballos, solo para desmoronarse rápidamente en polvo. Herla advierte a sus compañeros restantes que no desmonten hasta que el perro salte, pero el perro, dice Map con ironía, aún no se ha apeado, y Herla y su anfitrión se han convertido en eternos vagabundos.
Map señala, sin embargo, que algunos dicen que la banda de Herla se hundió en el río Wye durante el primer año del reinado del rey Enrique II (el año 1154), y nunca se ha vuelto a ver desde entonces.